# Торговые ряды

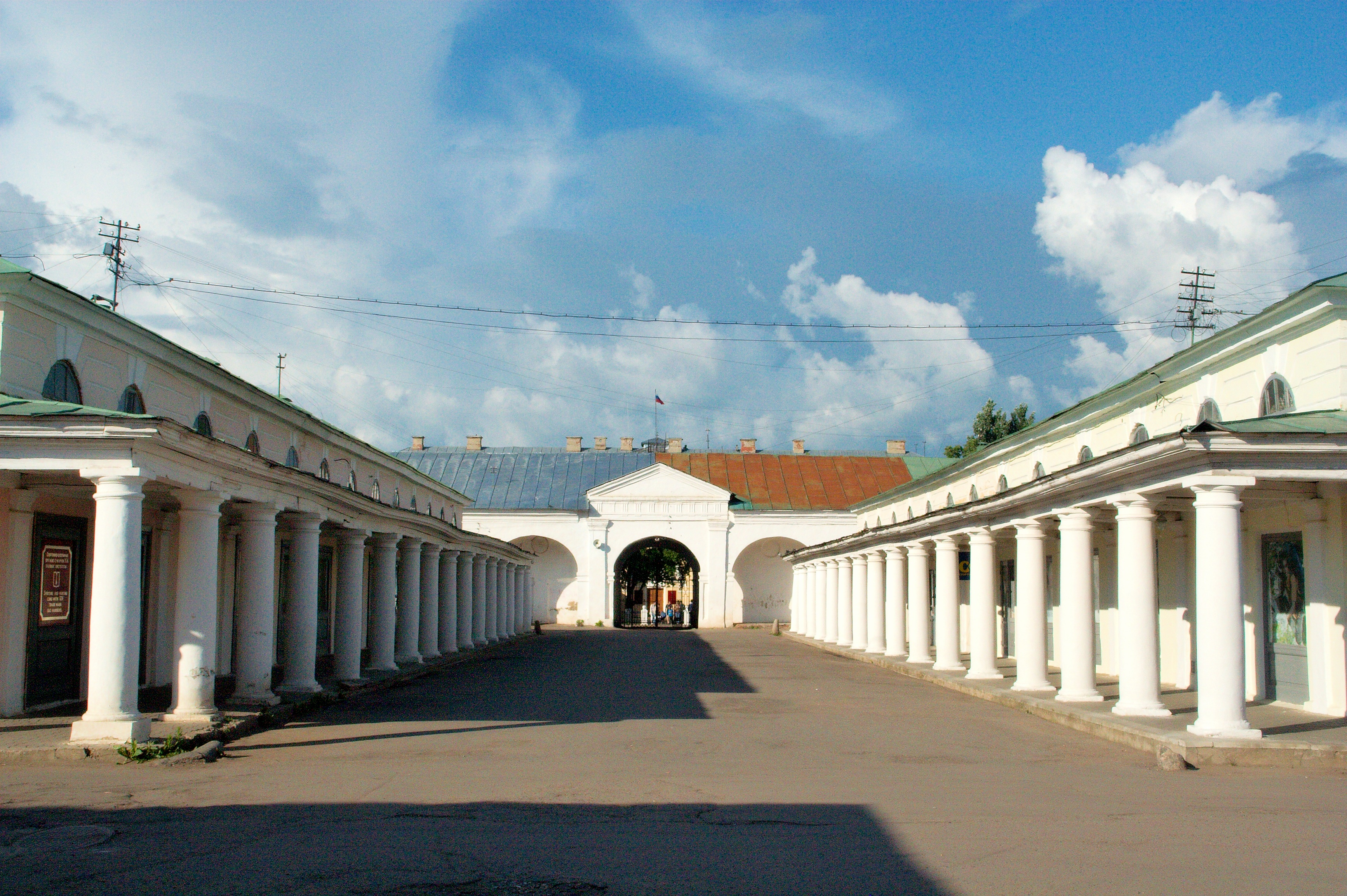
Торговые ряды в Костроме

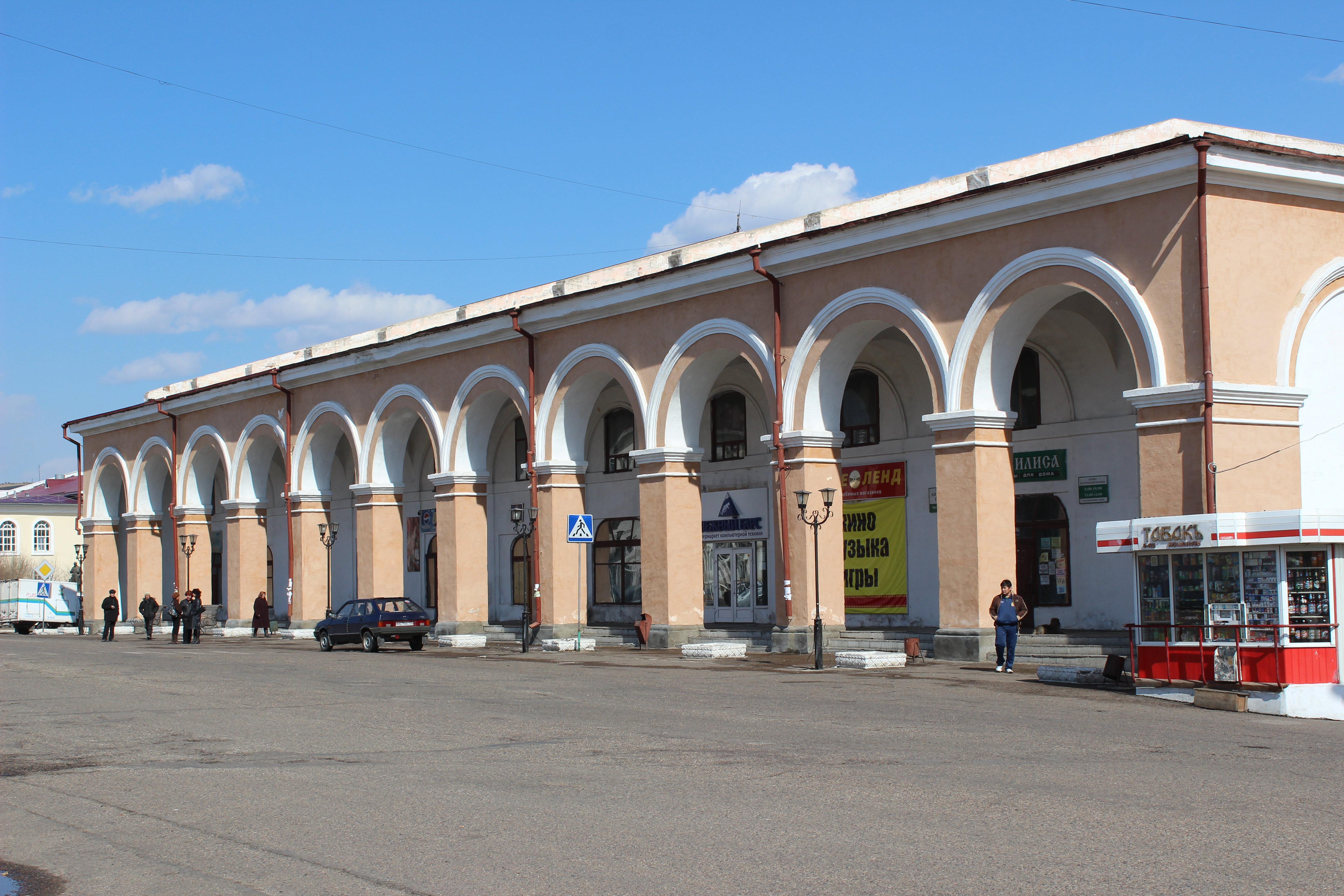
Гостиные ряды в Кяхте, XIX век

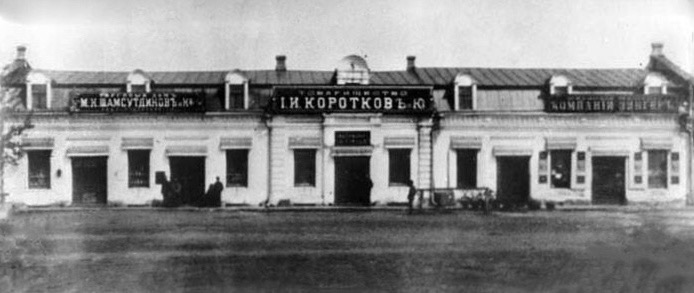
Торговые ряды в историческом центре города Кокшетау в Казахстане

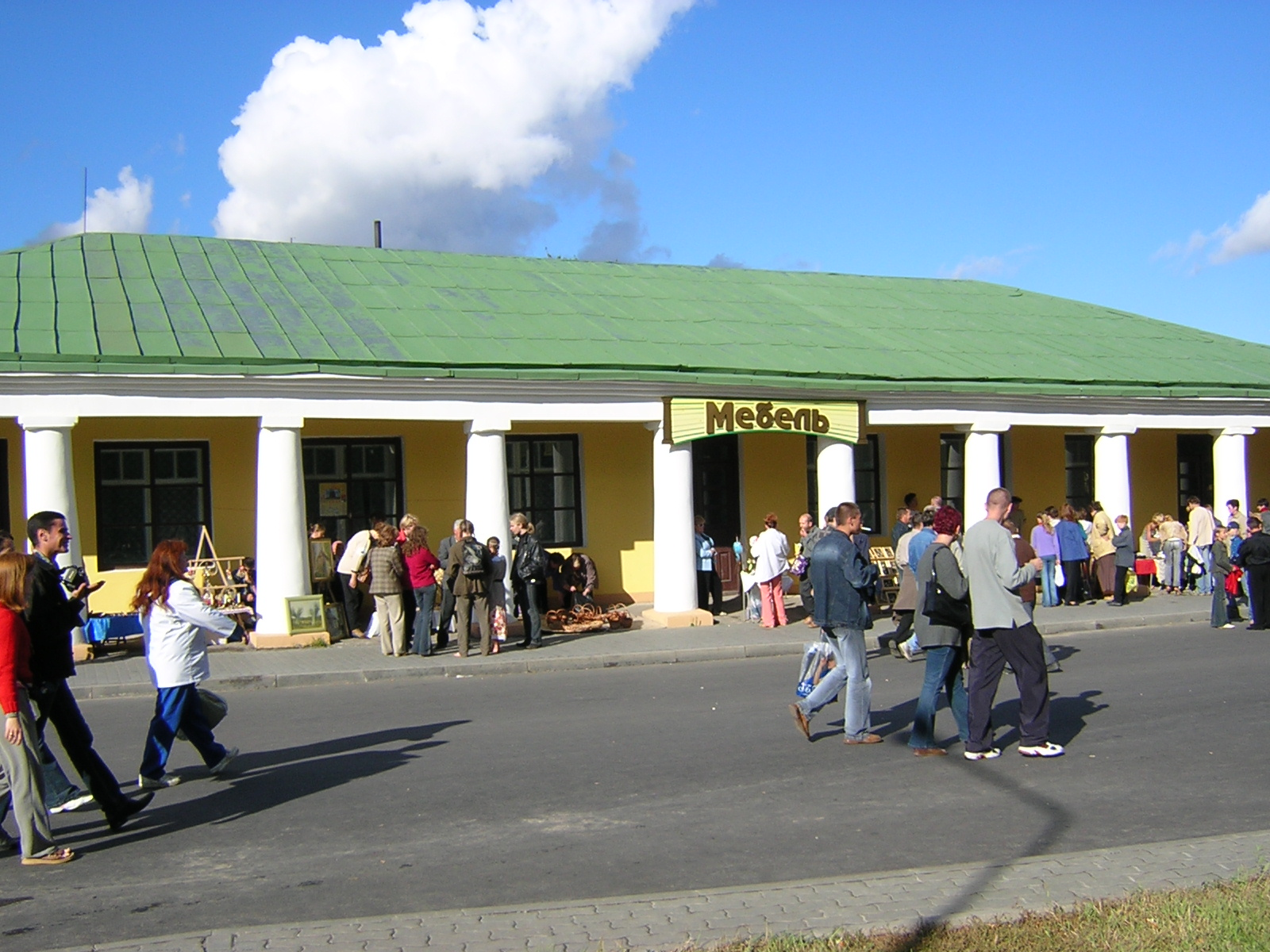
Торговые ряды в старинном белорусском городе Новогрудок

Торго́вые ря́ды — термин, имеющий два значения:

I. Место, — окраина города или села, улица, городская площадь, называемая рынком, —  где располагаются продавцы, торгующие разнообразными товарами в розницу; нередко там устанавливаются легкие павильоны различной конструкции для удобства торговли;

II. Здание, предназначенное для торговли, разделённое на помещения (лавки), объединённые открытой галереей. Часто на втором этаже располагались жилые комнаты, в которых жили владельцы лавок. Иногда носили название «гостиные ряды» от слова «гость» — купец.
Получили большое распространение в Европе — со времён зрелого Средневековья (XIII — XV века), в России — в эпоху классицизма (XVII — XIX века).
Во многих городах России (например, в Костроме, Клину, Галиче, Торжке, Суздале, Ярославле, Нерехте, Кимрах, Кунгуре) торговые ряды, сохранившиеся до настоящего времени, являются памятниками истории и архитектуры.

## Здания — торговые ряды различных стран

### Россия
- Галич
- Кимры
- Клин
- Кострома
- Кунгур
- Кяхта
- Нерехта
- Суздаль
- Торжок
- Ярославль

## Примеры русских рядов
В алфавитном порядке приведены существовавшие в XVI—XVII веках названия русских торговых рядов и что там продавалось:
- восчаный (вощаный) ряд — воск и восчаницы (вощаницы);
- до́мерный ряд — бубны, домры и барабаны;
- житный ряд — жито (хлебные зерновые);
- иконный ряд — иконы;
- калачный (калашный) ряд — калачи и прочие хлебные изделия;
- квасной ряд — квас;
- книжный ряд — книги; там сидели попы и дьяконы;
- коробейный ряд — коробейки (коробки);
- крашенинный ряд — крашенина (крашеный и лощёный холст, обычно синий)[3];
- лоскутный (ветошный) ряд — одежда;
- медовый ряд — мёд;
- мелочный ряд — всякого рода мелкий товар;
- мучной ряд — мука;
- мясные ряды — место, куда пригоняли домашний скот для убоя;
- «обжорный» ряд — место недорогой и сытной еды для кучеров, разносчиков, посыльных, грузчиков и вообще «работного люда»; «обжорные» ряды появились в начале XX века, что связано с общим ростом экономики и благосостояния населения страны;
- охотный ряд — съестные припасы и живые животные;
- пряничный ряд — пряники;
- птичий ряд — продукты птичника;
- саадашный ряд — всё по вооружению;
- сапожный ряд — изделия сапожников;
- свечной ряд — свечи;
- седельный ряд — всё для верховой езды;
- серебряный ряд — серебро и изделия;
- соляной ряд — соль;
- суконный ряд (англ. Piece-Hall) — ткани;
- сурожский ряд — шёлковые материи и восточные товары;
- харчевой ряд — еда;
- шапочный ряд — шапки;
- щепной ряд — дрова.

## В топонимии городов
В топонимии городов сохранились исторические свидетельства о существовании торговых рядов:
- Москва — улица и станция метро «Охотный Ряд»;
- Одесса — месту, где торговли дровами дано имя улица «Новощепной ряд».

## В пословице
- «Со свиным рылом, да в калашный ряд» — пытаться занять место, которого не заслуживаешь.

Подобные:
- «Не по Сеньке шапка»
- «Честь не по чину»
- «Не в свои сани не садись»
- «Всяк сверчок знай свой шесток»

## В живописи

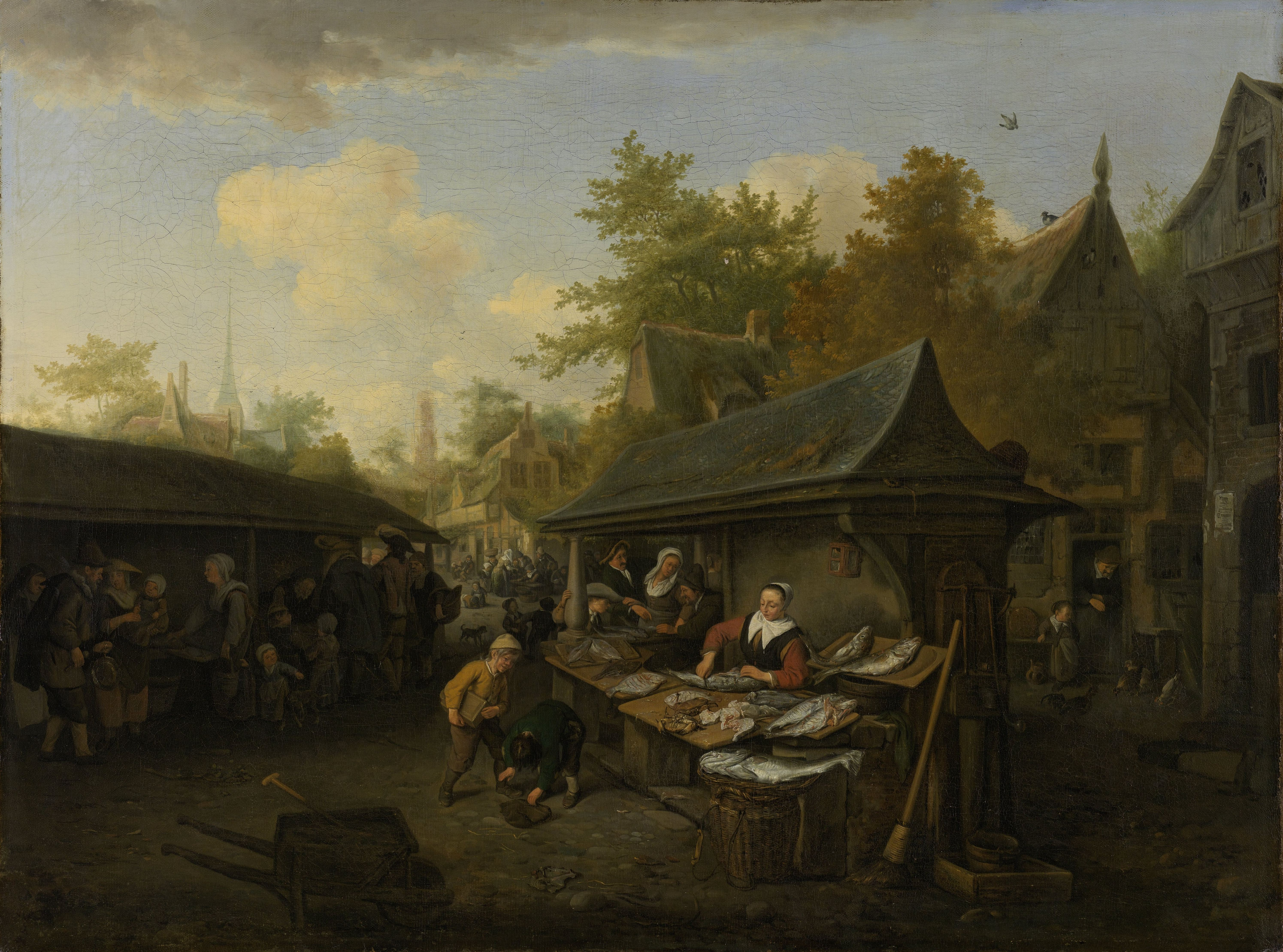
Продажа рыбы. Торговые ряды, Дания. Корнелис Дюсар, 1683

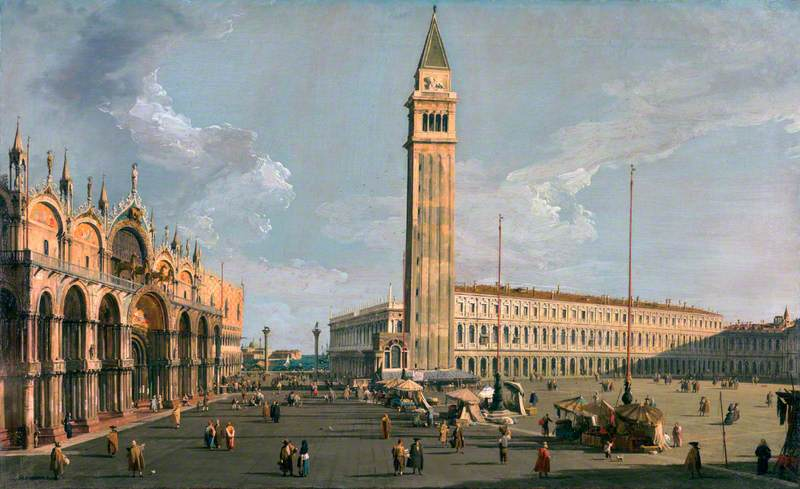
Торговые ряды на площади Святого Марка в Венеции, Италия. Каналетто, 1734–1735

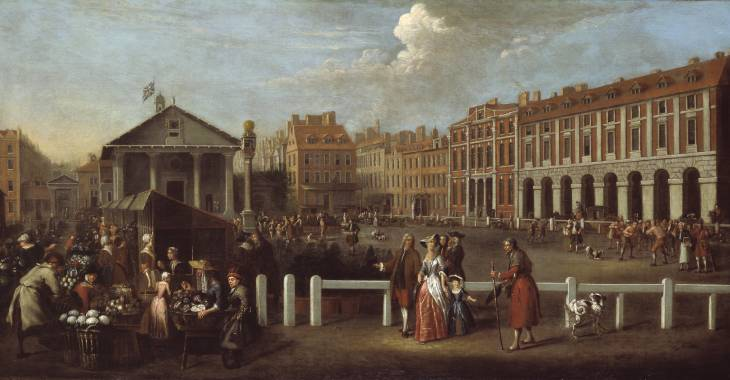
Торговые ряды на Ковент-Гарден в Лондоне. Бальтазар Небот, 1737

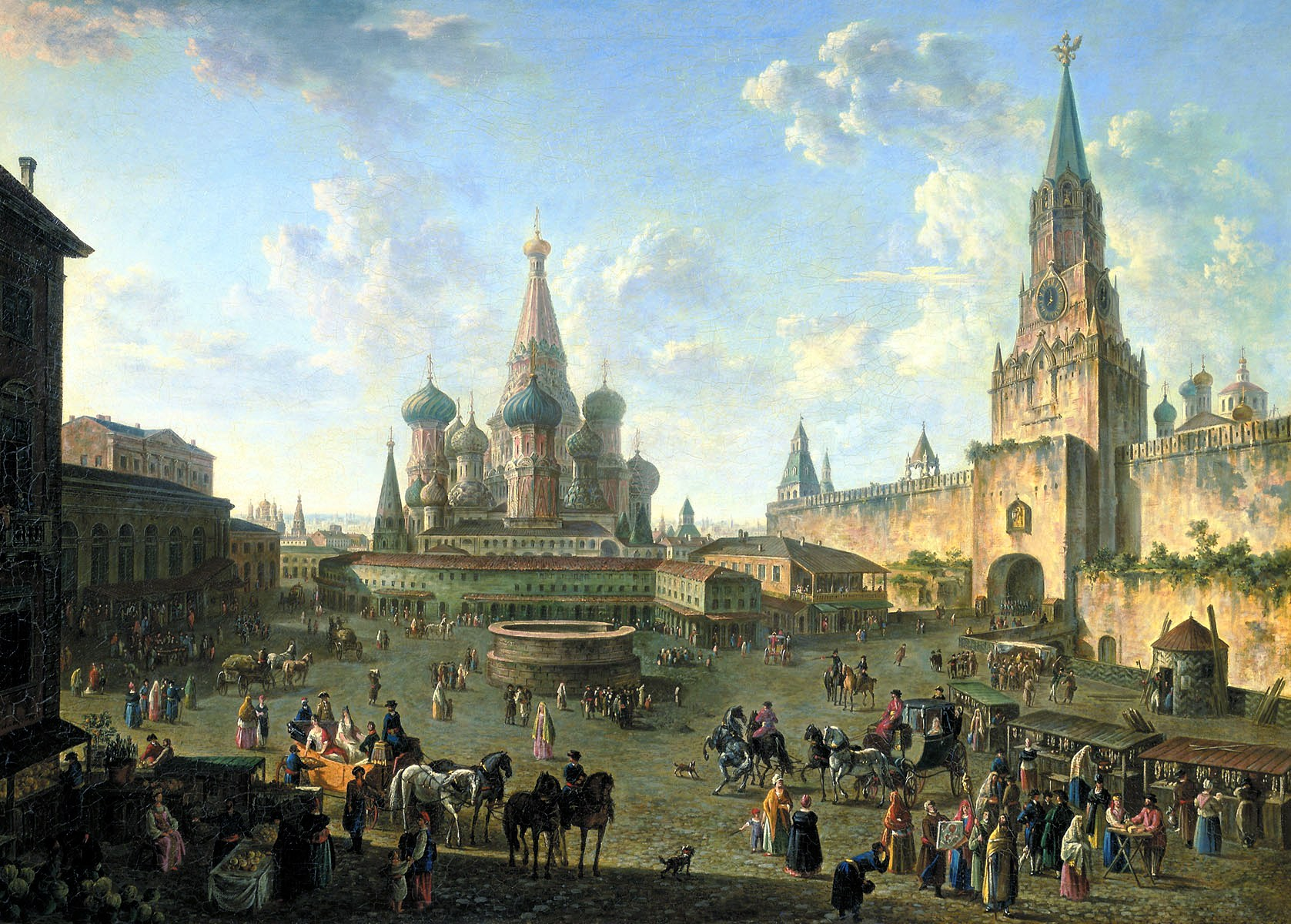
Торговые ряды на Красной площади в Москве, начало XIX века. Ф. Я. Алексеев, 1801

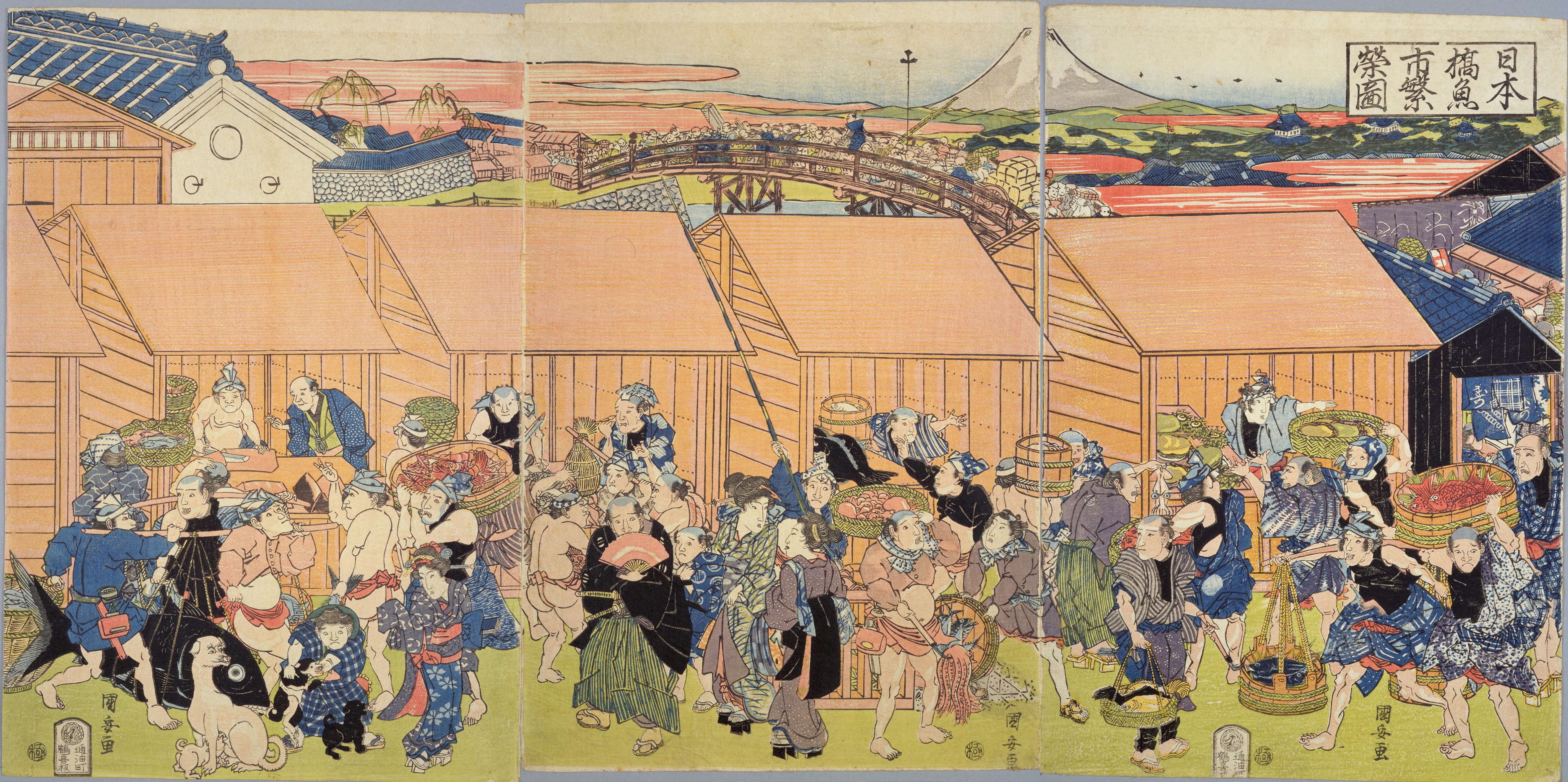
Торговые ряды по продаже рыбы в Японии, около 1832 года

Яичный торговый ряд в Праге, Чехия. Людек Марольд, 1888